# Nikolai Nikolajewitsch Charusin

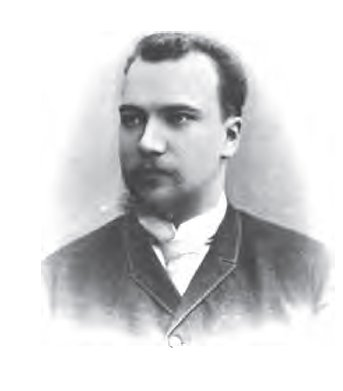
Nikolai Nikolajewitsch Charusin

Nikolai Nikolajewitsch Charusin (russisch Николай Николаевич Харузин; * 7. Apriljul. / 19. April 1865greg. in Moskau; † 25. Märzjul. / 7. April 1900greg. ebenda) war ein russischer Ethnograph und Hochschullehrer.

## Leben
Charusin stammte aus einer reichen Kaufmannsfamilie. Nach dem Besuch des 4. Moskauer Gymnasiums (Abschluss 1885) begann er das Studium an der juristischen Fakultät der Universität Moskau. 1890 brach er dieses Studium ab und legte nach längerer Vorbereitung an der Kaiserlichen Universität Dorpat die Prüfung zum Kandidaten der Geschichtswissenschaft ab.

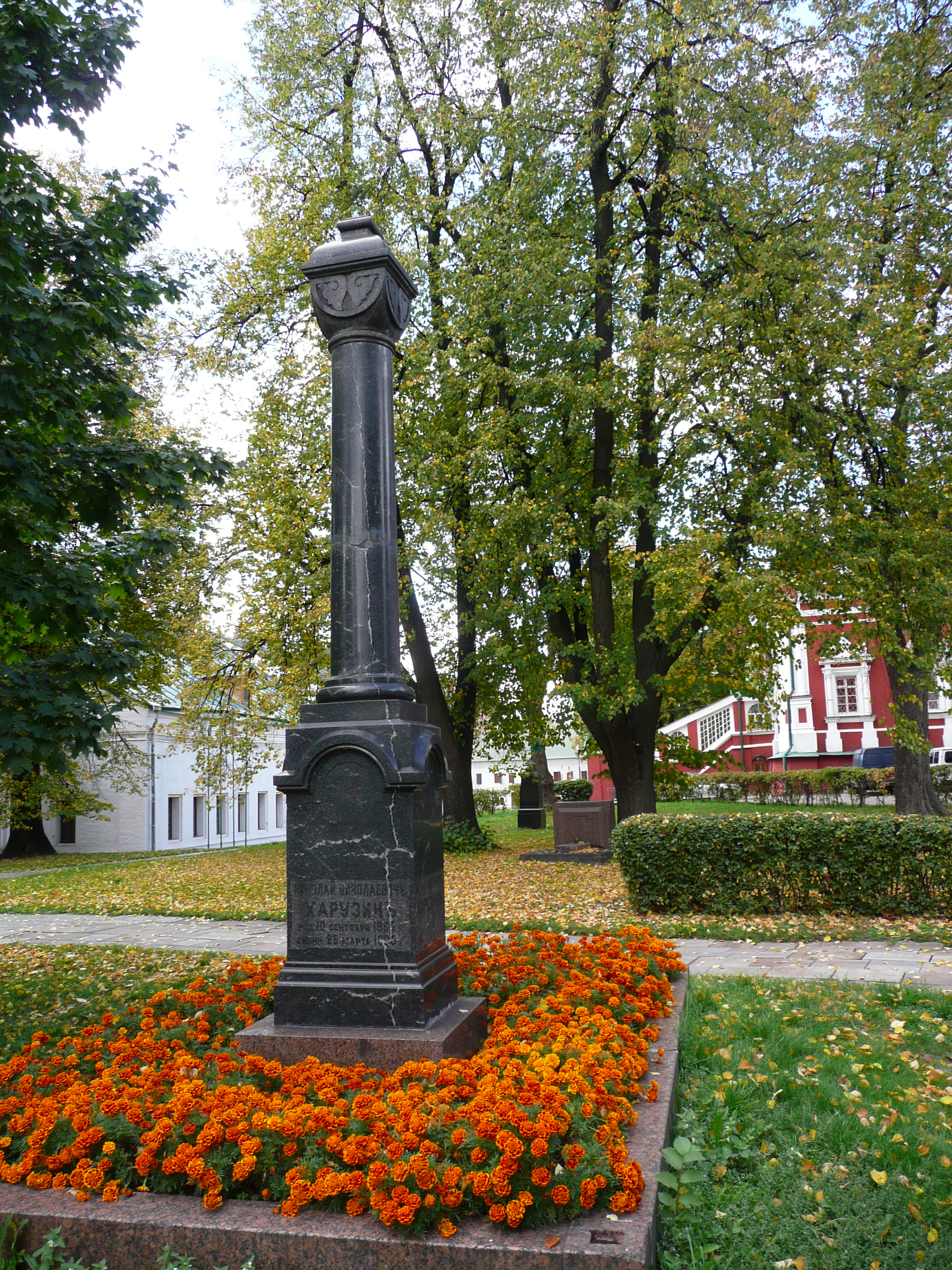
Grabdenkmal Nikolai Nikolajewitsch Charusins im Nowodewitschi-Kloster

Bereits seit 1886 betätigte sich Charusin wie auch seine Brüder Michail und Alexei ethnographisch. Mit seiner Schwester Wera führte er im Auftrage der Kaiserlichen Gesellschaft der Freunde der Naturkunde, Anthropologie und Ethnographie Untersuchungen auf der Krim (1886, 1888, 1889), im Kaukasus (1886, 1891), im Baltikum, in Sibirien und in den Gouvernements Archangelsk, Olonez (1887), Tschernigow (1889), Wjatka (1890), Perm (1890) und Estland (1892) durch. Seine Archivarbeit resultierte in einer Systematisierung der ethnographischen Materialien des 18. und 19. Jahrhunderts. Er studierte die Kulturen der Samen, Chanten, Mansen und Finnen. 1892 reiste er nach Deutschland und Frankreich, um Geschichte zu studieren. Er hörte Vorlesungen von dem Evolutionisten Charles Letourneau, von Gabriel de Mortillet und anderen. Auch lernte er dort die ethnographischen Sammlungen der örtlichen Museen kennen.
1889–1893 war Charusin Sekretär der Kaiserlichen Gesellschaft für Freunde der Naturkunde, Anthropologie und Ethnographie und war Herausgeber und Redakteur des Sammelbandes mit den Studien des Alltags der bäuerlichen Bevölkerung Russlands. Auch war er 1889 wesentlich an der Entwicklung der Zeitschrift Etnografitscheskoje Obosrenije Rossiji beteiligt.
Charusin war der erste Hochschullehrer der Ethnographie in Russland, indem er ab 1898 seine Ethnographie-Vorlesungen an der Universität Moskau und am Lasarew-Institut für Orientalische Sprachen hielt.
Charusins Grabdenkmal steht auf dem Gelände des Nowodewitschi-Klosters.